# Liste des réserves de biosphère aux Palaos
Cet article recense les réserves de biosphère aux Palaos.

## Statistiques
En 2023, les Palaos ne comptent qu'une seule réserve de biosphère.

## Liste
La liste suivante recense les réserves de biosphère des Palaos en 2023.
| Réserve de biosphère | Création | Superficie (km²) | Notes                                                                                             | Illustration |
| -------------------- | -------- | ---------------- | ------------------------------------------------------------------------------------------------- | ------------ |
| Ngaremeduu           | 2005     | 13 674           | Correspond à l'aire de conservation de Ngaremeduu, située sur la côte ouest de l'île de Babeldaob |              |